# Uljin (ville)
Uljin (hangeul: 울진읍, hanja: 蔚珍邑) est une ville sud-coréenne située dans la province du Gyeongsang du Nord et chef-lieu du district homonyme.
En 2010, la ville comptait 13 920 habitants. Elle a le statut de cité (eup).